# Nagyrécse
Nagyrécse község Zala vármegyében, a Nagykanizsai járásban, a Zalai-dombságban, a Zalaapáti-hát területén.

## Fekvése
Nagykanizsától északkeletre, a Bakónaki-patak melletti dombos területen fekszik. Kiterjedt külterületei révén a térség több más településével is határos, ezek az alábbiak: észak felől Nagybakónak, északkelet felől Csapi és Kisrécse, kelet felől Zalasárszeg és Zalaszentjakab, délkelet felől pedig Miháld. Déli és nyugati irányból egyaránt Nagykanizsához tartozó területek határolják.
Belterületének északi szélén a Zalakomár-Nagykanizsa közti 7511-es út halad el, központján pedig a kevesebb, mint 2 kilométer hosszú 7524-es út húzódik végig, amely a 7-es főúttal kapcsolja össze. Területét érinti még (csomópont nélkül) az M7-es autópálya és (megállóhely nélkül) a Budapest–Murakeresztúr-vasútvonal is.

## Története
Első írásos említése 1264-ből származik. A középkorban várjobbágyok lakták. A török megszállás idején a falu elnéptelenedett, majd újratelepült. A település életét évszázadokon át a növénytermelés és az állattartás határozta meg.  Az utóbbi években teljessé vált az infrastruktúra, kiépült a vezetékes gáz, telefon, ivóvíz, közcsatorna hálózat. Városiassá formálja a településképet a gondozott millenniumi park, az utcák, terek virágosítása. Az önkormányzat az M7-es autópálya és Nagykanizsa-keleti csomópont kiviteli tervei ismeretében átdolgozta a település rendezési tervét, ahol ipari park kialakítását tervezi, illetve elsősorban fiatal családok számára új lakóövezet létrehozását. Ez több vállalkozót vonz a településre.

## Közélete

### Polgármesterei
- 1990–1994: Hegedűs György (független)[4]
- 1994–1998: Hegedűs György (független)[5]
- 1998–2002: Id. Hegedűs György (független)[6]
- 2002–2006: Hegedűs György (független)[7]
- 2006–2010: Hegedűs György (független)[8]
- 2010–2014: Laskai Béla (független)[9]
- 2014–2019: Laskai Béla (független)[10]
- 2019–2024: Laskai Béla (független)[11]
- 2024– : Várfalvi Tibor (független)[1]

## Népesség
A település népességének változása:
| Lakosok száma | 1083 | 1099 | 1077 | 1034 | 1103 | 1108 | 1118 |
|               | 2013 | 2014 | 2015 | 2021 | 2022 | 2023 | 2024 |

A 2011-es népszámlálás idején a nemzetiségi megoszlás a következő volt: magyar 96,9%, cigány 0,76%, német 1%, román 0,48%. A lakosok 73,4%-a római katolikusnak, 1,55% reformátusnak, 0,54% evangélikusnak, 0,45% görögkatolikusnak, 4,6% felekezeten kívülinek vallotta magát (17,6% nem nyilatkozott).
2022-ben a lakosság 88,1%-a vallotta magát magyarnak, 1,3% németnek, 0,7% cigánynak, 0,2% románnak, 0,1-0,1% görögnek és ruszinnak, 1,5% egyéb, nem hazai nemzetiségűnek (11,6% nem nyilatkozott; a kettős identitások miatt a végösszeg nagyobb lehet 100%-nál). Vallásuk szerint 50,9% volt római katolikus, 1,9% református, 0,8% evangélikus, 0,2% görög katolikus, 0,1% izraelita, 3,4% egyéb keresztény, 1,1% egyéb katolikus, 4,7% felekezeten kívüli (36,8% nem válaszolt).

## Nevezetességei
- Neoromán stílusú templomát Inkey báró építette, ma is a település ékessége.
- Millenniumi kastélypark a felújításra váró Inkey kastéllyal
- Évszázados mamutfenyő
- Lovarda
- Szőlőhegyi kápolna

## Hagyományos rendezvények
- Nagyrécsei Falunap - június közepén
- Nagyrécsei búcsú - június 27-e utáni első vasárnap

## Külső hivatkozások
Nagyrécse a Zalakaros Környéki Települések Területfejesztési Társulásának honlapján